# Gyarmat
Gyarmat je velká vesnice v Maďarsku v župě Győr-Moson-Sopron, těsně u hranic s župou Veszprém, spadající pod okres Tét. Obec se nachází asi 6 km jižně od Tétu, 16 km severně od Pápy a 23 km jihozápadně od Győru. V roce 2015 zde žilo 1290 obyvatel, z nichž je 87,7 % maďarské národnosti. Název obce znamená kolonie.
Gyarmat leží na silnicích 83, 8305 a 8461. Je přímo silničně spojen s obcemi Csikvánd, Gecse, Marcaltő, Takácsi, Tétszentkút (součást Tétu) a Vaszar.
Obcí prochází potok Csikvándi-Bakony, který se vlévá do řeky Marcal.
V Gyarmatu se nachází muzeum Tájház a kostel Nagyboldogasszony-templom.